# Liste des évêques de Rapid City
La liste des évêques de Rapid City recense les noms des évêques qui se sont succédé sur le siège épiscopal de Rapid City dans le Dakota du Sud, aux États-Unis. 
Le diocèse de Lead est créé le 4 août 1902, par détachement de celui de Sioux Falls. Il change de dénomination le 1er août 1930 pour devenir le diocèse de Rapid City (Dioecesis Rapidopolitana).

## Sont évêques
- 2 septembre 1902-29 mars 1909 : John Stariha, évêque de Lead.
- 29 mars 1909-9 avril 1910 : siège vacant
- 9 avril 1910-19 janvier 1915 : Joseph Busch (Joseph Francis Busch), évêque de Lead.
- 19 janvier 1915-29 janvier 1916 : siège vacant
- 29 janvier 1916-† 11 mars 1948 : John Lawler (John Jéremiah Lawler), évêque de Lead, puis de Rapid City (1er août 1930).
- 11 mars 1948-11 septembre 1969 : William McCarty (William Tibertus McCarty)
- 11 septembre 1969-† 13 décembre 1987 : Harold Dimmerling (Harold Joseph Dimmerling)
- 11 avril 1988-18 mars 1997 : Charles Chaput (Charles Joseph Chaput)
- 6 juillet 1998-30 juin 2010 : Blase Cupich (Blase Joseph Cupich)
- 26 mai 2011-24 mai 2019 : Robert Gruss (Robert Dwayne Gruss)
- 12 mai 2022-† 17 février 2024 : Peter Muhich (Peter Michael Muhich)
- 17 février 2024-25 juin 2024 : siège vacant
- depuis le 25 juin 2024 : Scott E. Bullock (en) (Scott E. Bullock)

## Sources
- (en) Diocese of Rapid City, Catholic-Hierarchy